# 握登
握登（?—?），中国上古人物，舜的生母。根据《今本竹书纪年》记载，握登是瞽叟的妻子，在姚墟生舜，舜所以姓姚氏。。握登死后，瞽叟再娶妻而生象，后母和象就开始虐待舜。